# 제1대 마치 백작 로저 모티머
제1대 마치 백작 로저 모티머(Roger Mortimer, 1st Earl of March, 1287년 4월 25일 ~ 1330년 11월 29일)는 잉글랜드 왕국의 귀족이다. 모티머 남작 재임 중 마치 백작위를 수여받았다. 제2대 모티머 남작 에드먼드 모티어의 아들이자 제1대 모티머 남작 로저 모티어의 손자였다. 그는 잉글랜드의 왕 에드워드 2세의 총신이었다. 에드워드 2세가 죽자 그의 왕비 프랑스의 이사벨라와 함께 어린 에드워드 3세의 섭정이 되었는데 이는 이사벨라와 내연관계라는 이유도 있다.
모후 이사벨라의 영향력에서 벗어나고자 했던 에드워드 3세는 마치를 처형하고 자립하였다. 마치의 아들 에드먼드는 요절하였으므로, 마치 백작위는 마치의 손자 로저가 계승하였다.

## 가계

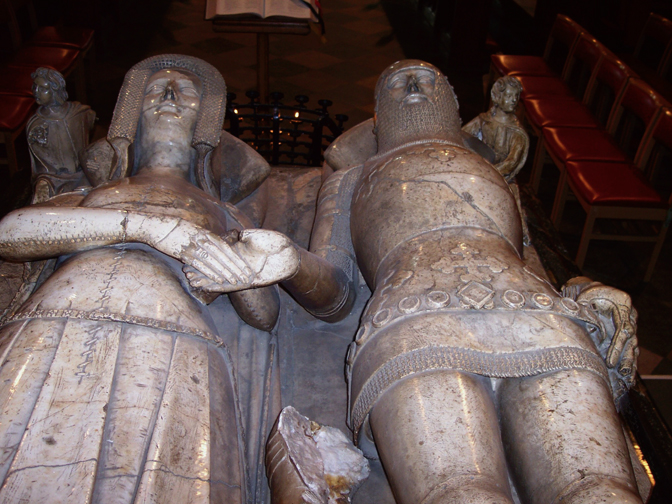
워릭 백작 토머스 보샹과 캐서린 모티어 부부의 관

이후 제2대 마치 백작 로저 모티머의 아들인 에드먼드 모티머(제3대 마치 백작)는 제1대 클래런스 공작 앤트워프의 라이오넬과 제4대 얼스터 여백작 엘리자베스 드 버그의 딸 제5대 얼스터 여백작 필리파와 결혼하였다. 제3대 마치 백작 에드먼드 모티머의 손녀 앤 모티어는 제3대 요크 공작 요크의 리처드의 모친으로 요크 왕가의 모계 선조가 된다. 제3대 마치 백작 에드먼드 모티머의 아들 로저 모티머(제4대 마치 백작, 제6대 얼스터 백작)를 이어 제4대 마치 백작 로저 모티머의 아들 에드먼드 모티머(제5대 마치 백작, 제7대 얼스터 백작)를 끝으로 모티어 가문은 대가 끊긴다.  제4대 마치 백작 로머 모티머의 외손자 제3대 요크 공작 요크의 리처드가 제6대 마치 백작과 제8대 얼스터 백작 작위를 이어받게 되고 제3대 요크 공작 리처드의 아들 에드워드가 그의 작위를 이어받는데, 에드워드는 후에 잉글랜드 국왕 에드워드 4세로 즉위하여 마치 백작과 얼스터 백작 작위는 왕령으로 귀속된다. 그런데 마치 백작은 다시 잉글랜드 국왕 에드워드 4세의 아들 웨일스 공작 에드워드가 작위를 받고 웨일스 공작 에드워드가 잉글랜드 국왕 에드워드 5세로 즉위하고 다시 왕령으로 귀속된다.
- 증조부 : 랄프 드 모티어
  - 조부 : 제1대 모티머 남작 로저 모티어
    - 아버지 : 제2대 모티머 남작 에드먼드 모티어
      - 부인 : 제2대 제네빌 여남작 잔 드 제네빌 - 제1대 제네빌 남작 피어스 드 제네빌의 딸
        - 아들 : 에드먼드 모티어 경
        - 자부 : 배들스미어 남작 영애 엘리자베스 드 배들스미어 - 제1대 배들스미어 남작 바톨로뮤 배들스미어의 딸
          - 손자 : 제2대 마치 백작 로저 모티어
          - 손부 : 필리파 드 몬태규 - 제1대 솔즈베리 백작 윌리엄 몬태규의 딸
            - 증손 : 제3대 마치 백작 에드먼드 모티어
            - 증손부 : 제5대 얼스터 여백작 필리파 - 에드워드 3세의 손녀

        - 딸 : 마치 백작 영애 마거릿 모티어
          - 외손 : 제4대 버클리 남작 모리스 드 버클리

        - 딸 : 마치 백작 영애 모드 모티어
          - 외손 : 제3대 찰턴 남작 존 찰턴

        - 딸 : 마치 백작 영애 캐서린 모티어
          - 외손 : 제12대 워릭 백작 토머스 보샹
          - 외손 : 제1대 버게이브니 남작 윌리엄 보샹

        - 딸 : 마치 백작 영애 애그니스 모티어
          - 외손 : 제2대 펨브로크 백작 존 헤이스팅스